# Mahmudiye, Orhangazi
Mahmudiye là một xã thuộc huyện Orhangazi, tỉnh Bursa, Thổ Nhĩ Kỳ. Dân số thời điểm năm 2011 là 203 người.